# Cyrtopholis ramsi
Cyrtopholis ramsi is een spinnensoort uit de familie van de vogelspinnen (Theraphosidae). De wetenschappelijke naam van de soort werd voor het eerst geldig gepubliceerd in 1995 door Rudloff.